# Park Avenue
Park Avenue (4th Avenue) er en bred avenue som ligger på Manhattan i New York City, USA. Park Avenue starter fra 8th Street til 14th Street og fører trafikken nordover og sydover.

## Historie
Park Avenue blev også kaldt "Fourth Avenue". I 1830'erne gik New York og Harlem togrute langs Park Av, togruten var delvis dækket med vej og græs i midten akkurat som man ser den i dag.
40°46′43″N 73°57′30″V / 40.7786°N 73.9584°V